# Aga Khan Museum

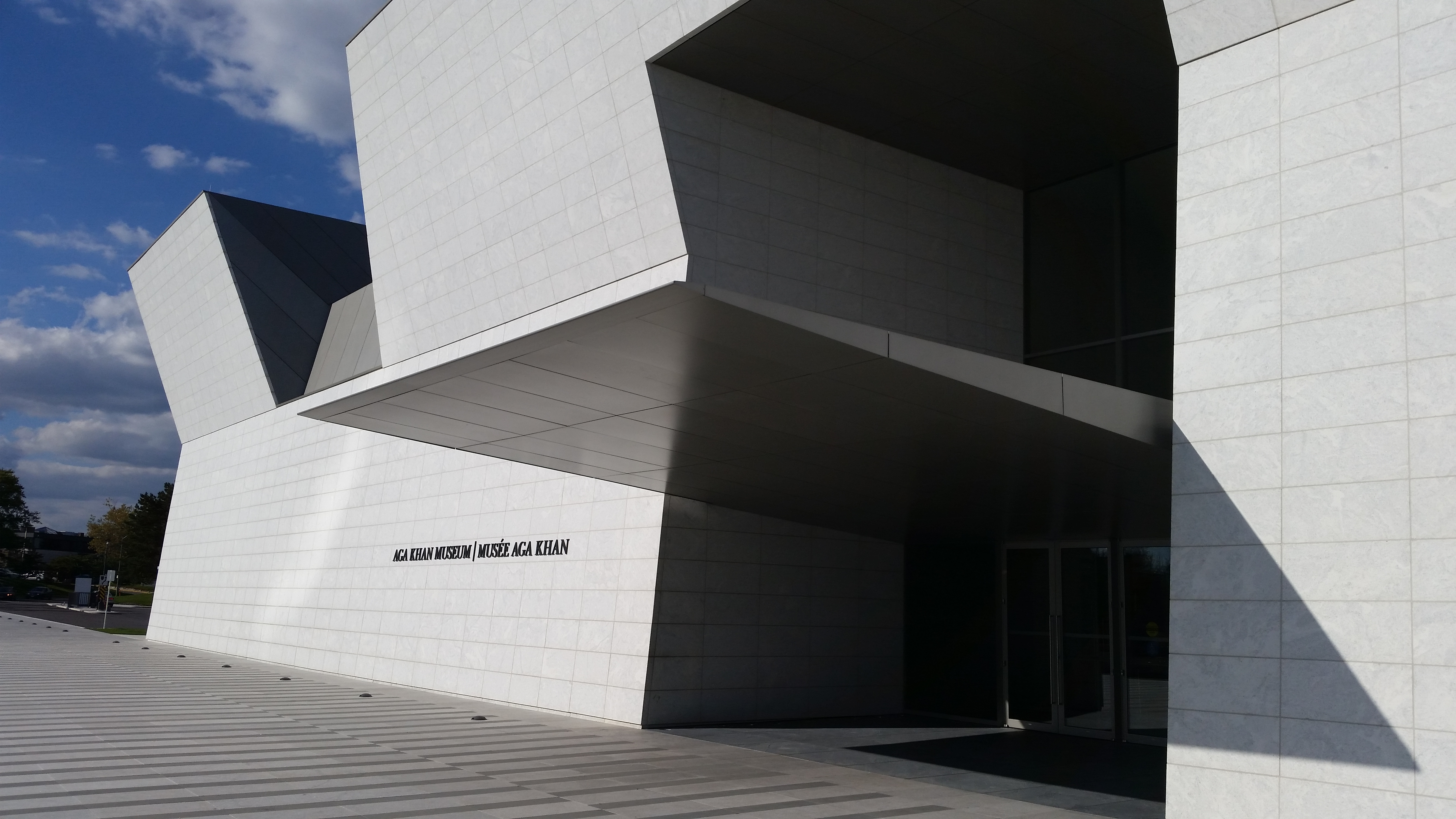
Ingresso con facciata bianca

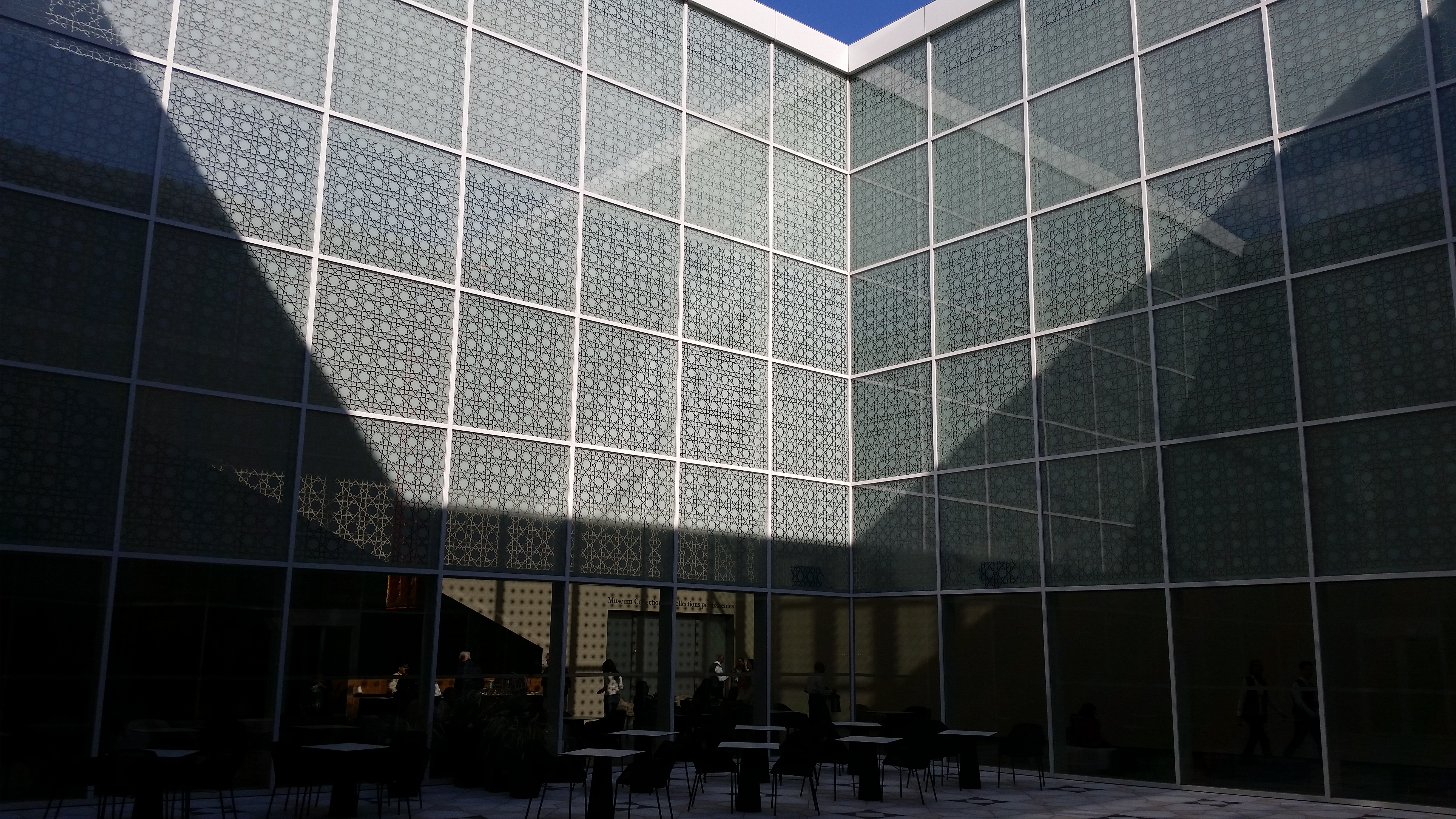
Il giardino interno, una caratteristica tradizionale dell'architettura islamica

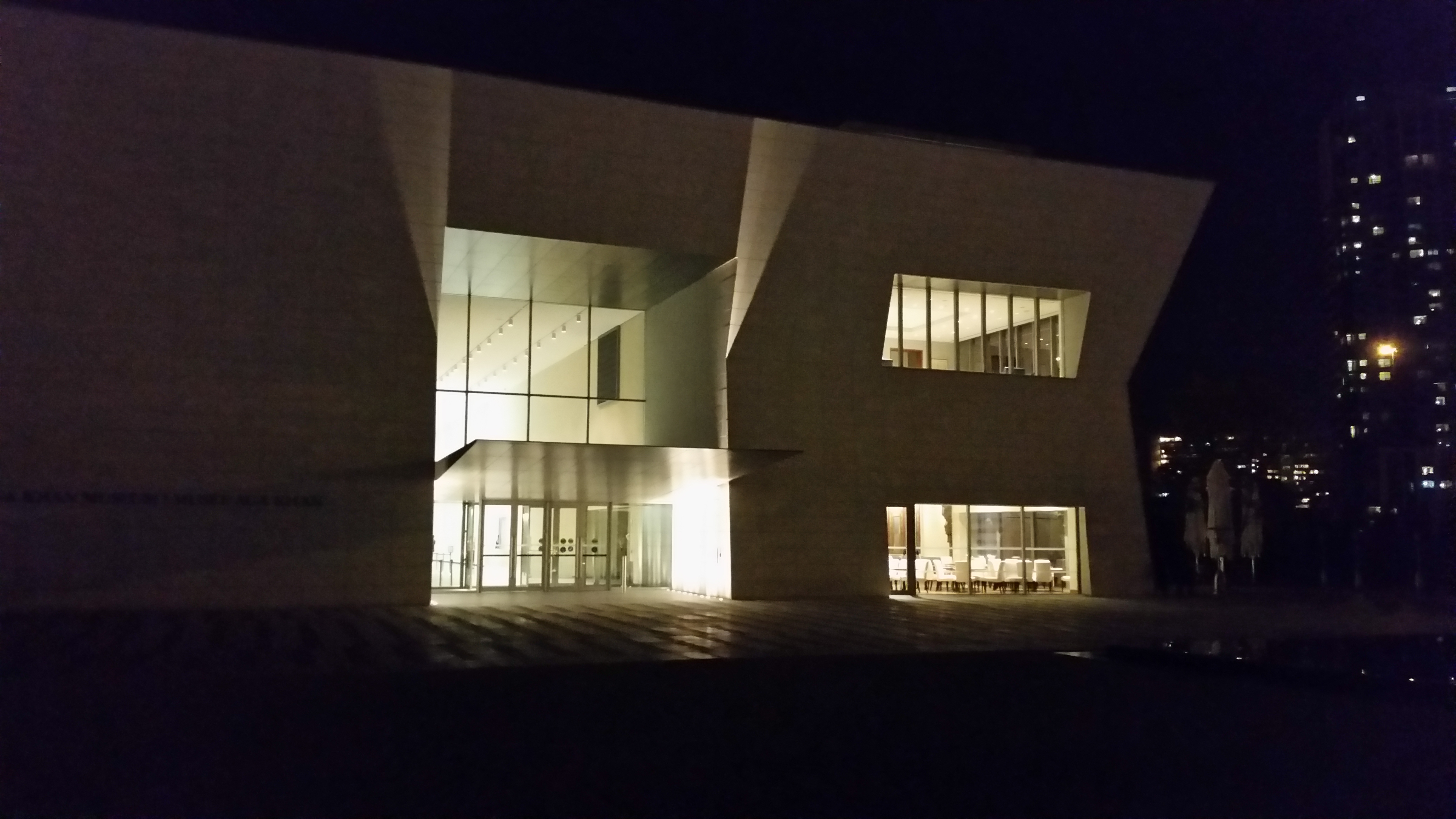
L'ingresso del museo di notte

Lo Aga Khan Museum (chiamato anche Musée Aga Khaè) un museo di arte islamica, arte iranica e cultura islamica nel distretto North York di Toronto, Ontario, Canada.

## Tour europeo
Mentre esiste una area permanente per la collezione, opere selezionate sono andate in Europa in tour.  Sono state esposte nei seguenti istituti:
- Palazzo della Pilotta a Parma[2][3]
- Ismaili Centre in London[4]
- Louvre a Parigi[5]
- Calouste Gulbenkian Museum a Lisbona[6]
- CaixaForum Madrid
- CaixaForum Barcellona[7]
- Martin-Gropius-Bau a Berlino[8]
- Sakıp Sabancı Museum a Istanbul[9]
- Hermitage a San Pietroburgo[10]